# Foucault und Recht
Foucault und Recht bezeichnet die Arbeiten des französischen Philosophen Michel Foucault zum Recht sowie deren posthume Interpretation und Weiterentwicklung durch Philosophen, Rechtssoziologen und Rechtsphilosophen.

## Recht in Foucaults Texten
Michel Foucault weigerte sich zeitlebens, feststehende Theorien eines Objekts aufzustellen. Es gibt nur zentralere Konzepte in seinem Werk, und auch die Behandlung des Rechts erfuhr von ihm keine definitive Abhandlung. Während Michel Foucaults eigene Schriften über das Recht fragmentarisch blieben, haben sie eine weit anhaltende Rezeption hervorgerufen.
Foucault beklagte mehrfach explizit, dass die Sozialwissenschaften dem Recht in ihren Analysen zu viel Raum einräumen. Foucault untersuchte mehrfach Institutionen des Rechts wie Gefängnisse oder Gerichte, der Schwerpunkt seiner Arbeit lag jedoch in der Verteilung von Macht- und Kontrollmechanismen in der gesamten Gesellschaft; die exklusive Staatsmacht, die das Rechtssystem verkörpert, war für seine Analysen weniger wichtig. Während staatlich repressives Gesetz die wichtigste Form der Machtausübung in der Vormoderne war, wird sie in der Moderne teilweise durch die Überwachung ersetzt.
Die traditionelle Interpretation, die einflussreich von Hunt und Wickham (1994) vertreten wurde, geht davon aus, dass Foucaults Werk vor allem den Niedergang des Rechts in der Moderne beschreibt. Insbesondere in Überwachen und Strafen und Der Wille zum Wissen beschreibt Foucault die Ablösung des Rechts durch Konzepte wie Disziplinierung und Biomacht. Oft beschreibt er das Recht als Instrument anderer Kräfte und reduziert es auf eine rein instrumentelle Funktion.
Kritik an Foucaults Rechtsbegriff stört sich daran, dass er Recht zu einseitig als repressives Strafrecht engführt, ohne auf die zahlreichen weiteren Rechtsbegriffe einzugehen. Foucault setzt Recht mit Souveränität und Absolutismus gleich, ohne auf die vielfältigen weiteren Funktionen des Rechts in der Moderne einzugehen.
Golder und Fitzpatrick beschreiben „Foucault’s Law“ als Recht der Möglichkeiten, der Kontingenz, und der Labilität, als Recht, das jederzeit auch anders sein könnte. Sie konstruieren Foucaults Rechtsbegriff als offenen, der in vielerlei Hinsicht wie eine Norm wirkt, die erst durch Verwaltungshandeln umgesetzt wird. François Ewald stellt einen Zusammenhang zwischen Normen und Gesetzen her. In vielerlei Hinsicht orientiert sich das Gesetz nicht mehr an abstrakten universellen Prinzipien, sondern von dem was normal ist, den Haltungen und Einstellungen einer bestimmten Gruppe zu einer bestimmten Zeit.

## Rezeption
Innerhalb der Studien zu Foucault und Recht existieren zwei Ansätze. Eine Richtung nimmt Werkzeuge wie Macht/Wissen oder Genealogie, die Foucault in seinem theoretischen Werk bereitstellt, und wendet sie zur Analyse verschiedener Rechtsgebiete an. Forscher folgen damit dem von Foucault selbst propagierten Ansatz, seine Texte als Werkzeugkasten zu benutzen. Die Studien hier reichen von der Rechtsausbildung, über Arbeits- über Verwaltungs- und Verfassungsrecht bis hin zum Völkerrecht.
Die zweite arbeitet fokussierter auf Foucaults Werk und versucht den Rechtsbegriff und die Rechtsanalyse Foucaults zu bestimmen. Sie versucht zu bestimmen, wie Foucault Recht konzipierte, welche Stellung es in seinem Werk einnimmt, und wie es sich im Verhältnis zu anderen Konzepten wie Biomacht, Gouvernementalität und anderen Konzepten verhält.